# Zgromadzenie Sióstr Życia Maryi

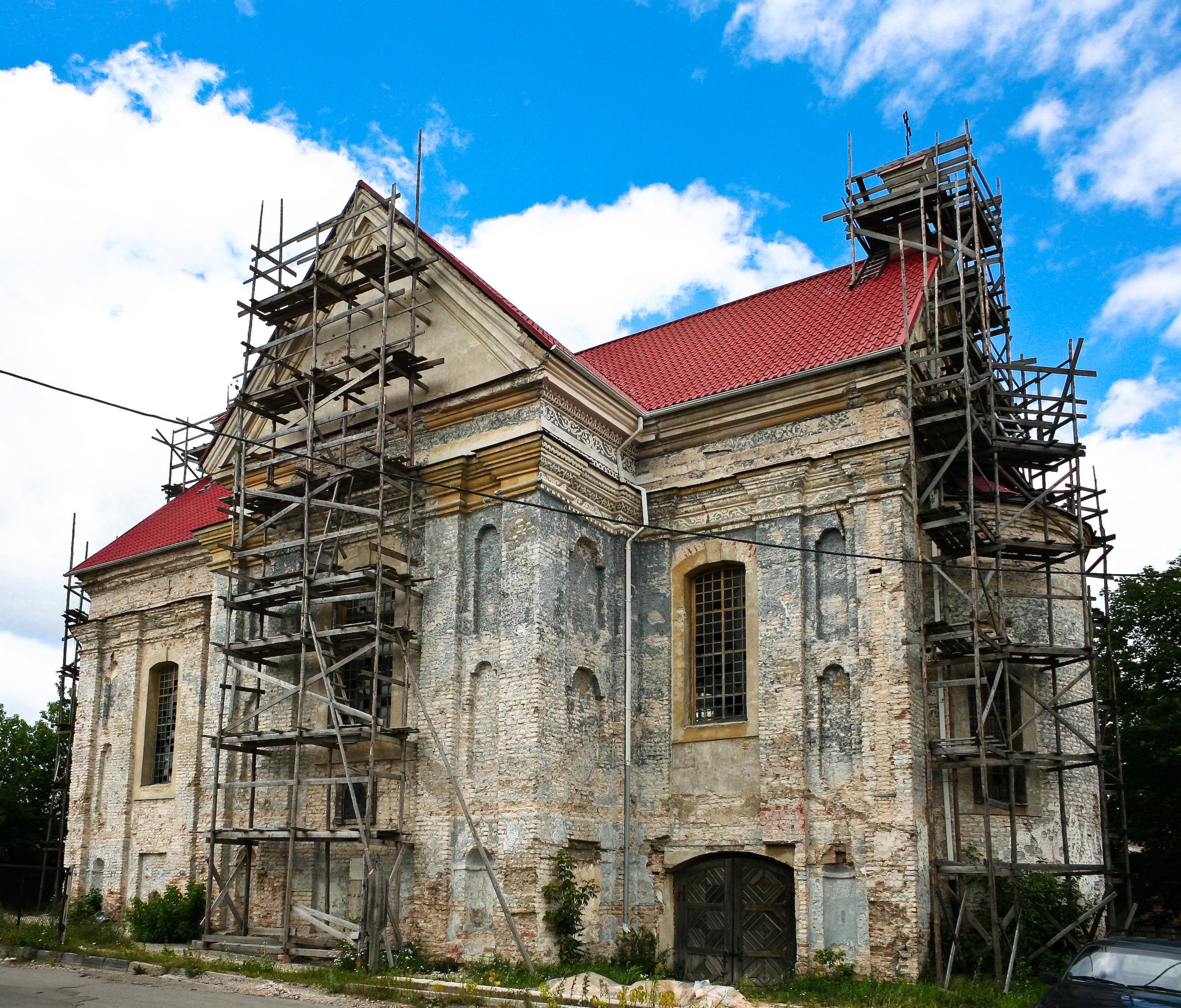
Kościół św. Stefana w Wilnie, przy którym działał pierwszy klasztor mariawitek

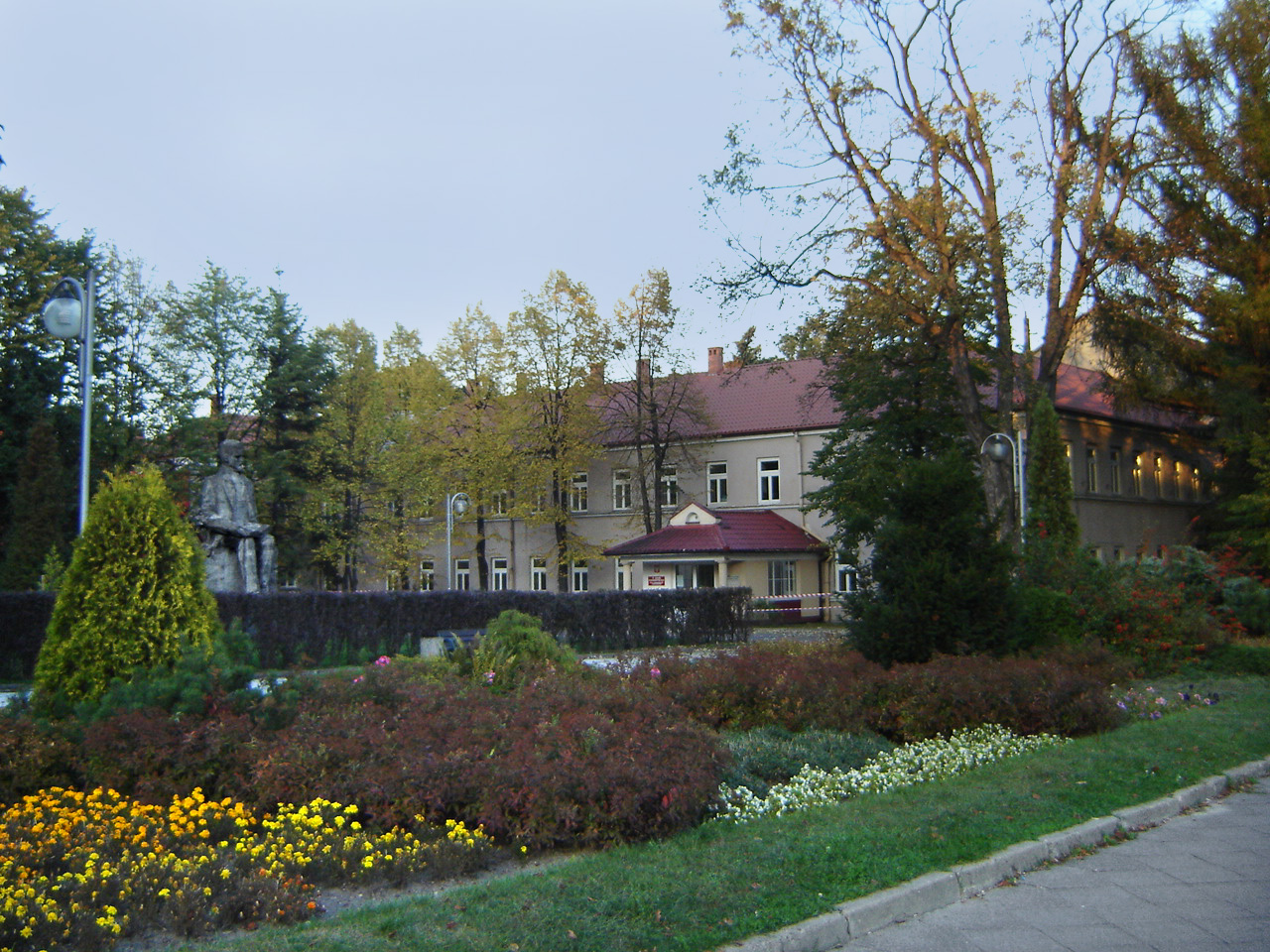
Dawny klasztor mariawitek w Częstochowie, obecnie budynek IV Liceum Ogólnokształcącego im. Henryka Sienkiewicza

Zgromadzenie Sióstr Życia Maryi, mariawitki (łac. Congregatio Mariae Vitae, lt. Mariae Vitae seserų kongregacija, Marijavitės) – rzymskokatolickie żeńskie zgromadzenie zakonne założone w 1737 roku na Litwie przez proboszcza kościoła św. Stefana w Wilnie, Józefa Stefana Turczynowicza.
Zgromadzenia Sióstr Życia Maryi nie należy mylić ze Zgromadzeniem Sióstr Mariawitek powstałym w ramach Kościoła Mariawitów. Zgromadzenie Sióstr Mariawitek nie jest wspólnotą zakonną Kościoła katolickiego.

## Historia
Kongregację pod nazwą Zgromadzenie Sióstr Mariae Vitae zatwierdzili na prawie diecezjalnym w 1737 roku biskupi wileński, łucki, żmudzki i inflancki. 15 kwietnia 1752 roku uzyskała ona zatwierdzenie papieża Benedykta XIV. 
Głównym celem istnienia zgromadzenia mariawitek była praca wychowawcza, kształcenie ubogich dziewcząt, opieka nad chorymi oraz sierotami. Mariawitki zajmowały się ponadto zgodnie z zaleceniem fundatora misją wśród litewskich Żydów oraz opieką nad konwertytkami z judaizmu. Powodowało to, że często były w konflikcie z gminami żydowskimi. Skargi do kurii spowodowały rozwiązanie zgromadzenia. Po kasacie zakonu przez konsystorz wileński w drugiej połowie XVIII wieku, na wniosek przybyłych osobiście z apelacją do Rzymu sióstr jego regułę ponownie potwierdził w 1774 roku papież Klemens XIV. 
Po powtórnym zatwierdzeniu zgromadzenie działało głównie na Białej Rusi, gdzie założyło kilkanaście domów zakonnych.
Zgromadzenie mariawitek istniało do połowy XIX wieku. W latach 1842–1850 zaczęło chylić się ku upadkowi. Brakowało powołań. Wiele domów zostało zamkniętych. W 1864 roku podczas powstania styczniowego zgromadzenie zostało, w ramach represji wobec Polaków, rozwiązane z nakazu władz carskich i zaprzestało działalności. Cały majątek wspólnoty przejął skarb państwa, a siostry mariawitki zostały zmuszone do wstąpienia do innych zakonów i zgromadzeń zakonnych.

## Literatura
- Małgorzata Borowska. Dzieje zgromadzenia Mariae Vitae czyli Mariawitek. Nasza Przeszłość 93/2000.